# Mistrzostwa Europy w Lekkoatletyce 2022 – skok w dal mężczyzn
Skok w dal mężczyzn – jedna z konkurencji technicznych rozgrywanych podczas lekkoatletycznych mistrzostw Europy na Stadionie Olimpijskim w Monachium.

## Terminarz
Źródło: european-athletics.com.
| Data        | Godzina |              |
| ----------- | ------- | ------------ |
| 15 sierpnia | 12:10   | Kwalifikacje |
| 16 sierpnia | 20:27   | Finał        |

## Rekordy
Tabela prezentuje rekord świata, rekord Europy, rekord mistrzostw Europy oraz najlepsze wyniki na listach światowych i eruopejskich w sezonie 2022 przed rozpoczęciem mistrzostw. Źródło: european-athletics.com, worldathletics.org.
|                          | Zawodnik       | Wynik | Miejsce    | Data                  |
| ------------------------ | -------------- | ----- | ---------- | --------------------- |
| Rekord świata            | Mike Powell    | 8,95  | Tokio      | 30 sierpnia 1991(dts) |
| Rekord Europy            | Robert Emmijan | 8,86  | Cachkadzor | 22 maja 1987(dts)     |
| Rekord mistrzostw Europy | Christian Reif | 8,47  | Barcelona  | 1 sierpnia 2010(dts)  |
| Listy światowe           | Simon Ehammer  | 8,45  | Götzis     | 28 maja 2022(dts)     |
| Listy europejskie        | Simon Ehammer  | 8,45  | Götzis     | 28 maja 2022(dts)     |

## Rezultaty

### Kwalifikacje
Awans: 8,05 m (Q) lub 12 najlepszych rezultatów (q). Źródło: european-athletics.com.
| Poz. | Grupa | Zawodnik                  | Reprezentacja   | Próby | Próby | Próby | Wynik | Uwagi |
| Poz. | Grupa | Zawodnik                  | Reprezentacja   | 1     | 2     | 3     | Wynik | Uwagi |
| ---- | ----- | ------------------------- | --------------- | ----- | ----- | ----- | ----- | ----- |
| 1.   | B     | Thobias Montler           | Szwecja         | 8,06  |       |       | 8,06  | Q     |
| 2.   | A     | Miltiadis Tendoglu        | Grecja          | 7,66  | 7,80  | 7,94  | 7,94  | q     |
| 3.   | A     | Eusebio Cáceres           | Hiszpania       | 7,93  | –     | –     | 7,93  | q     |
| 4.   | B     | Lazar Anić                | Serbia          | 7,82  | 7,86  | x     | 7,86  | q     |
| 5.   | A     | Jacob Fincham-Dukes       | Wielka Brytania | 7,46  | 7,86  | –     | 7,86  | q,    |
| 6.   | B     | Jules Pommery             | Francja         | 7,76  | 7,83  | x     | 7,83  | q     |
| 7.   | A     | Radek Juška               | Czechy          | 7,03  | x     | 7,80  | 7,80  | q     |
| 8.   | B     | Henrik Flåtnes            | Norwegia        | 7,68  | x     | 7,79  | 7,79  | q     |
| 9.   | B     | Reynold Banigo            | Wielka Brytania | 7,52  | 7,75  | x     | 7,75  | q     |
| 10.  | B     | Héctor Santos             | Hiszpania       | x     | 7,51  | 7,75  | 7,75  | q     |
| 11.  | A     | Marko Čeko                | Chorwacja       | 7,64  | 7,52  | 7,74  | 7,74  | q     |
| 12.  | A     | Ingar Kiplesund           | Norwegia        | x     | x     | 7,74  | 7,74  | q     |
| 13.  | B     | Augustin Bey              | Francja         | x     | 7,44  | 7,73  | 7,73  |       |
| 14.  | A     | Kristian Pulli            | Finlandia       | x     | 7,61  | 7,70  | 7,70  |       |
| 15.  | A     | Fabian Heinle             | Niemcy          | 7,07  | 7,60  | 7,64  | 7,64  |       |
| 16.  | A     | Gabriel Bitan             | Rumunia         | 7,64  | x     | 7,51  | 7,64  |       |
| 17.  | A     | Benjamin Gföhler          | Szwajcaria      | x     | x     | 7,49  | 7,49  |       |
| 18.  | B     | Jack Roach                | Wielka Brytania | x     | 7,35  | x     | 7,35  |       |
| 19.  | A     | Strahinja Jovančević      | Serbia          | 7,34  | x     | x     | 7,34  |       |
| 20.  | B     | Filip Pravdica            | Chorwacja       | x     | x     | 6,95  | 6,95  |       |
| 21.  | B     | Maximilian Entholzner     | Niemcy          | x     | x     | 5,63  | 5,63  |       |
| –    | A     | Tom Campagne              | Francja         | x     | x     | x     | NM    |       |
| –    | A     | Hans-Christian Hausenberg | Estonia         | x     | x     | x     | NM    |       |
| –    | B     | Piotr Tarkowski           | Polska          | x     | r     |       | NM    |       |
| –    | B     | Valentin Toboc            | Rumunia         | x     | x     | x     | NM    |       |

### Finał
Źródło: european-athletics.com
| Pozycja | Zawodnik            | Państwo         | Runda | Runda | Runda | Runda | Runda | Runda | Wynik | Uwagi |
| Pozycja | Zawodnik            | Państwo         | 1     | 2     | 3     | 4     | 5     | 6     | Wynik | Uwagi |
| ------- | ------------------- | --------------- | ----- | ----- | ----- | ----- | ----- | ----- | ----- | ----- |
| 01 !    | Miltiadis Tendoglu  | Grecja          | x     | 8,23  | 8,35  | 8,52  | –     | –     | 8,52  | CR    |
| 02 !    | Thobias Montler     | Szwecja         | 7,95  | 7,88  | 7,93  | x     | x     | 8,06  | 8,06  |       |
| 03 !    | Jules Pommery       | Francja         | 7,56  | 7,85  | x     | 8,06  | 7,71  | 5,67  | 8,06  |       |
| 4.      | Eusebio Cáceres     | Hiszpania       | 7,87  | 7,86  | x     | 7,56  | 7,98  | x     | 7,98  |       |
| 5.      | Jacob Fincham-Dukes | Wielka Brytania | x     | 7,63  | 7,97  | 7,15  | x     | 7,72  | 7,97  | SB    |
| 6.      | Henrik Flåtnes      | Norwegia        | 7,47  | 7,50  | 7,83  | x     | x     | x     | 7,83  |       |
| 7.      | Héctor Santos       | Hiszpania       | 7,65  | x     | 7,81  | x     | 7,82  | 7,64  | 7,82  |       |
| 8.      | Marko Čeko          | Chorwacja       | 7,57  | x     | 7,77  | 7,38  | 7,66  | 7,59  | 7,77  |       |
| 9.      | Radek Juška         | Czechy          | x     | 7,36  | 7,66  | NQ    | NQ    | NQ    | 7,66  |       |
| 10.     | Reynold Banigo      | Wielka Brytania | 7,66  | x     | 7,04  | NQ    | NQ    | NQ    | 7,66  |       |
| 11.     | Lazar Anić          | Serbia          | x     | x     | 7,37  | NQ    | NQ    | NQ    | 7,37  |       |
| –       | Ingar Kiplesund     | Norwegia        | x     | x     | x     | NQ    | NQ    | NQ    | NM    |       |